# Erlbach (Markneukirchen)
Erlbach is een ortsteil van de Duitse gemeente Markneukirchen in Saksen. Tot 1 januari 2014 was Erlbach een zelfstandige gemeente in de Vogtlandkreis.

## Geschiedenis
De voormalige gemeente Erlbach omvatte de volgende kernen:
- Erlbach
- Gopplasgrün
- Eubabrunn
- Wernitzgrün
- Hetzschen
- Lindenhöhe